# Zimtspornpieper
Der Zimtspornpieper (Anthus cinnamomeus) ist ein kleiner Sperlingsvogel, der zur Gattung der Pieper (Anthus) in der Familie der Stelzen und Pieper gehört. Er ist auch als Graslandpieper oder Wiesenpieper bekannt. Früher wurde er zusammen mit dem Spornpieper, dem Australspornpieper, dem Bergpieper und dem Wiesenpieper zu einer einzigen Art, dem Neuseeland-Spornpieper (Anthus novaeseelandiae), zusammengefasst; heute wird der Zimtspornpieper aber in der Regel als eigenständige Art behandelt.

## Unterarten
Es sind 15 Unterarten bekannt (Stand Dezember 2024):
- A. (c.) camaroonensis Shelley, 1900 – westliches Hochland in Kamerun
- A. c. lynesi Bannerman & Bates, 1926 – von Südosten Nigerias bis südwestlicher Sudan
- A. c. stabilis Clancey, 1986 – beheimatet im Südsudan
- A. c. cinnamomeus Rüppell, 1840 – beheimatet in Äthiopien
- A. c. eximius Clancey, 1986 – südliche Arabische Halbinsel
- A. c. annae R.Meinertzhagen, 1921 – Küstenregion  am Horn von Afrika bis zur Küste Tansanias
- A. c. itombwensis Prigogine, 1981 – heimisch im Osten der  Demokratischen Republik Kongo
- A. c. lacuum R.Meinertzhagen, 1920 – Umkreis des Victoriasees bis Zentral-Tansania
- A. c. latistriatus F.J.Jackson, 1899 – saisonaler Wandervogel aus dem Brutgebiet in den Itombwe Mountains
- A. c. winterbottomi Clancey, 1985 – Malawi und Nachbarstaaten
- A. c. lichenya Vincent, 1933 – Hochebenen des tropischen und südlichen Zentralafrikas, einschließlich der Hochebene von Simbabwe
- A. c. spurium Clancey, 1951 – Tiefland des südlichen Zentralafrikas bis zum Küstentiefland von Mosambik
- A. c. bocagii Nicholson, 1884 – trockenere Regionen im südlichen Zentralafrika
- A. c. grotei Niethammer, 1957 – niederschlagsreichere Regionen in Namibia und Botswana
- A. c. rufuloides Roberts, 1936 – Hochebenen und Tiefland von Südafrika, Eswatini und Lesotho

## Verbreitung und Lebensraum
Der Zimtspornpieper kommt auf Grasland und Feldern im südlichen, zentralen und östlichen Afrika vor. Er wurde meist südöstlich einer Linie von Angola durch die Demokratische Republik Kongo bis zum Sudan beobachtet. Zudem kommt die Gattung im südwestlichen Arabien und im Hochland von Kamerun in isolierten Populationen vor.

## Beschreibung
Der Zimtspornpieper wird 15 bis 17 cm lang und ist ein schlanker Vogel mit einer aufrechten Haltung. Er ist auf der Oberseite blassbraun mit dunkleren Flecken. Die Unterseite ist weiß oder leicht rotbraun mit einer gestreiften Brust und einfarbigem Bauch und Flanken. Das Gesicht ist kräftig gemustert mit einem hellen Streifen über dem Auge. Die äußeren Schwanzfedern sind weiß. Die Beine sind lang, und rosafarben und der schlanke Schnabel ist dunkel mit einem gelblichen Ansatz am Unterkiefer. Jungvögel haben eine gefleckte Brust, eine Schuppung auf der Oberseite und einige Streifen auf den Flanken.
Zimtspornpieper zeichnen sich durch einen Gesang aus sich wiederholenden Folgen von Zwitschertönen aus, die im wellenförmigen Sinkflug oder von einer niedrigen Sitzstange aus vorgetragen werden.

## Schutzstatus
Zimmerman, Turner und Pearson (1999) bezeichnen ihn als „den gewöhnlichen ostafrikanischen Pieper“, aber BirdLife International hat den Zimtspornpieper mit dem Spornpieper zusammengelegt und ihm deshalb keinen eigenen Schutzstatus zugewiesen.

## Galerie

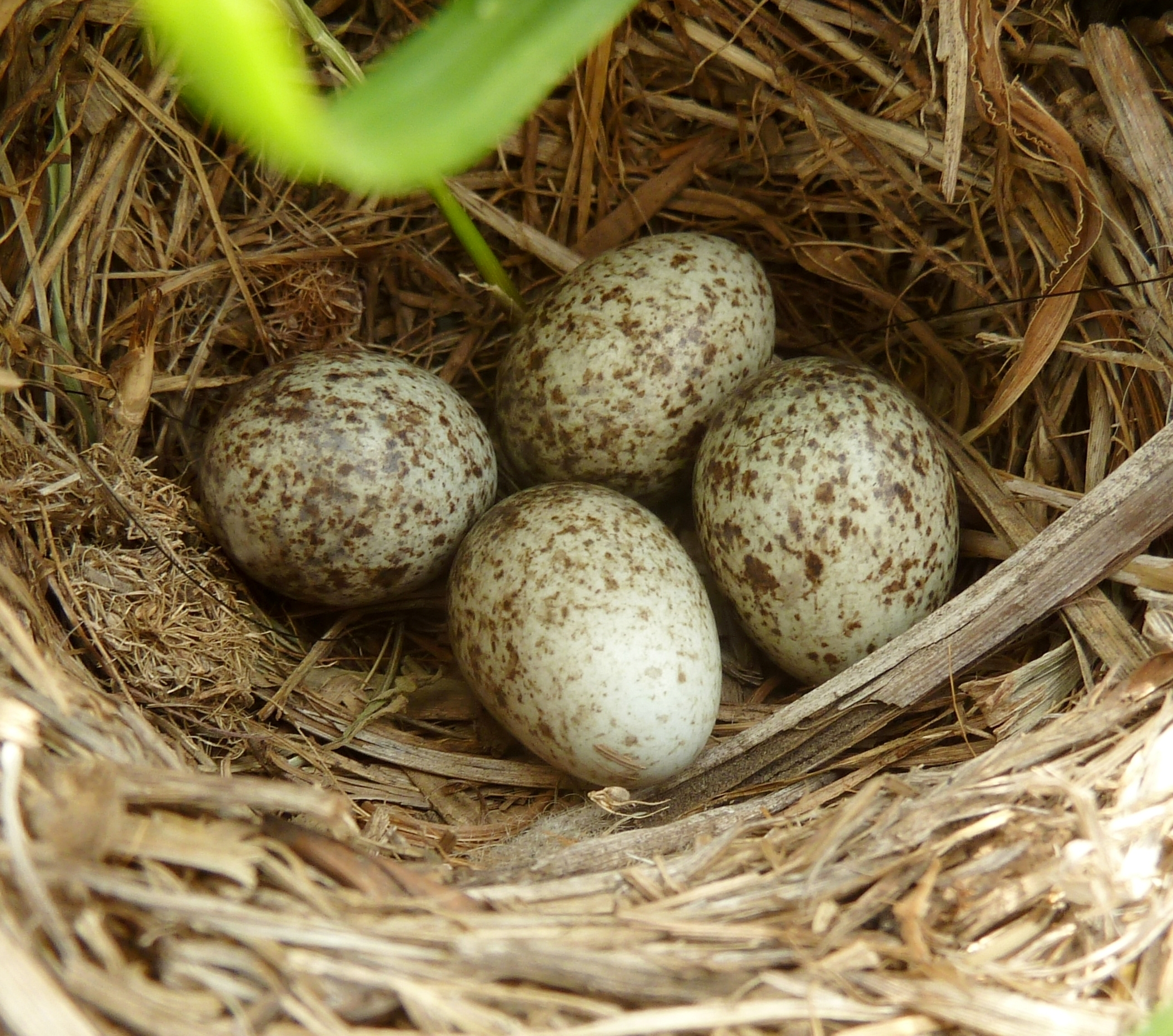
Nest des A. c. rufuloides in Südafrika
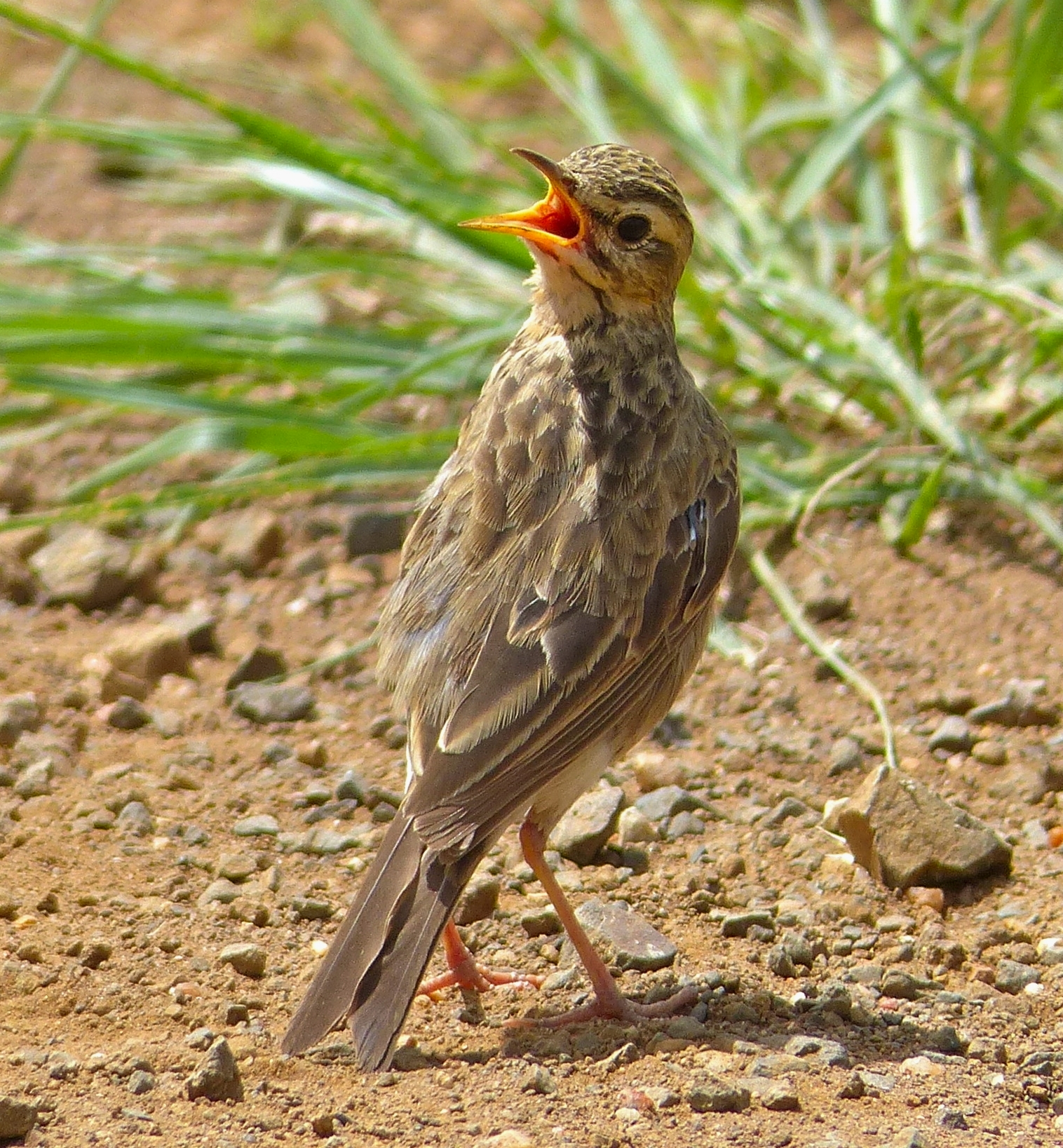
Junger A. c. rufuloides mit starker Sprenkelung des Mantelgefieders
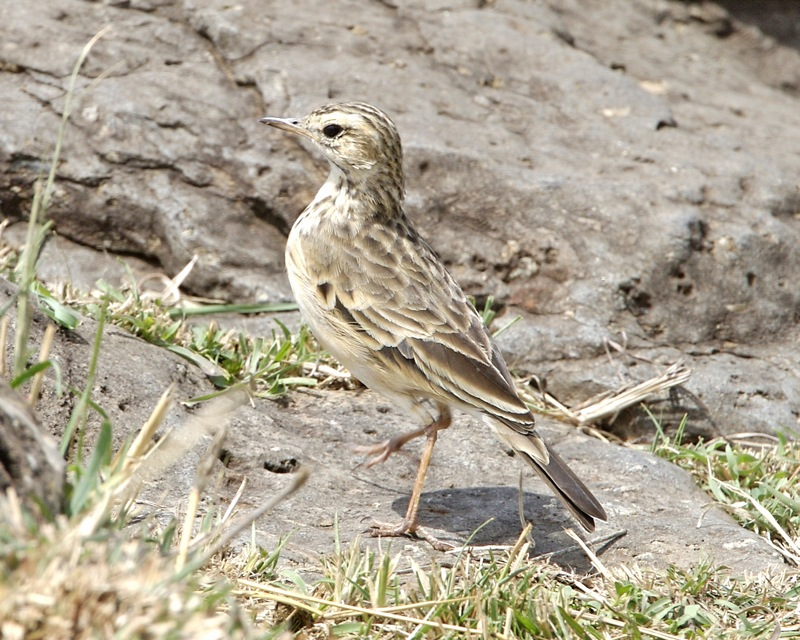
Erwachsener A. c. lacuum in Kenia